# Куангнам

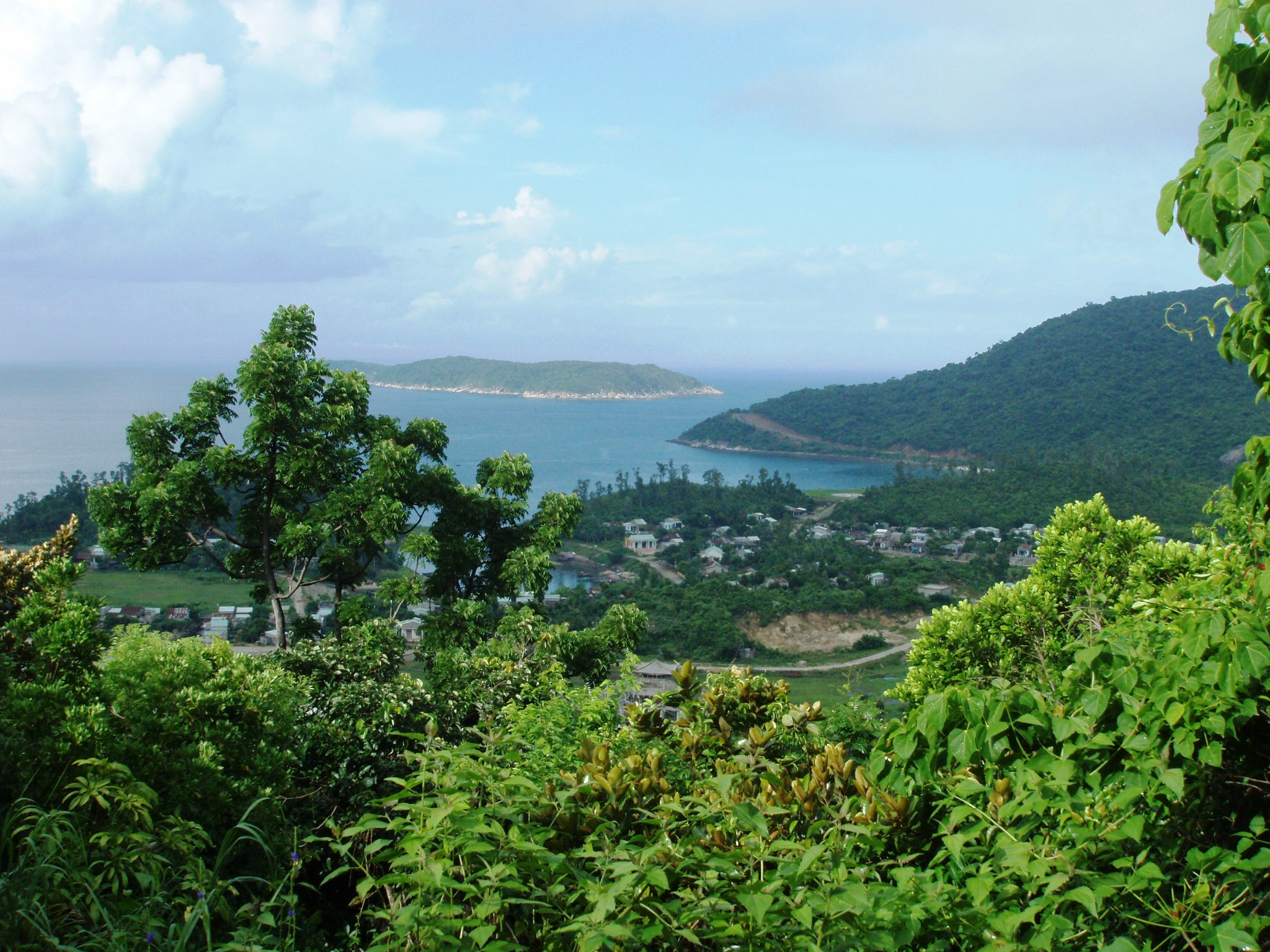
Краєвид Куангнама

Куангнам (в'єт. Quảng Nam) — провінція у центральній частині В'єтнаму. Адміністративний центр — Тамкі.

## Історія
У Куангнам були перейменовані завойовані Ле Тхань Тонгом у 1470-х роках чампські землі.

## Географія
Провінція розташована між координатами: 108°26'16" — 108°44'04" східної довготи і 15°23'38" — 15°38'43" північної широти. З заходу Куангнам межує з Лаосом, східною стороною провінція Куангнам виходить до Південно-Китайського моря.
Клімат провінції тропічний мусонний. Середньорічна вологість повітря становить 84 %. Середньорічна кількість опадів — 2000–2500 мм (в основному дощі припадають на період з вересня по листопад). Середньорічна температура становить 25 °C; взимку температура коливається від 20 до 24 °C, влітку — від 25 до 30 °C.

## Економіка
У 1997–2005 роках середньорічне зростання ВВП провінції становило 9,3 %. За період з 2001 року по 2005 цей показник дорівнював 10,4 %. У 2004, 2005 і 2006 роках ВВП виріс на 11,5 %, 12,5 % і 13,45 % відповідно. Такому стрімкому зростанню сприяло відкриття на території провінції Каунгнам у 2003 році першої у країні вільної економічної зони Тюлай. Зараз у провінції Куангнам знаходиться 5 промислових районів і 15 промислових центрів, а також 65 сіл, де виробляються традиційні ремісничі вироби. З 1997 по 2006 роки загальна вартість виробленої у провінції промислової продукції зросла у 6,5 разів. (1997 — 623 млрд в'єтнамських донгів; 2006 — 4075 млрд в'єтнамських донгів).
Загальна вартість експортованих товарів виросла за практично 10 років (рахуючи з 1997 р.) у 6,5 разу, перевищивши у 2006 році цифру 135 млн доларів США.
Інвестиційний клімат у цілому позитивний. Спостерігається істотний приплив прямих іноземних інвестицій (FDI): здійснюється безліч інвестиційних проектів, із загальним капіталом 446 млн доларів США. Велика частина цих інвестицій припадає на вільну економічну зону Тюлай. На території цієї економічної зони поблизу Тамкі знаходиться аеропорт.

### Туризм
У провінції знаходяться два найбільших туристичних центру В'єтнаму, що входять у Список об'єктів Світової спадщини ЮНЕСКО у В'єтнамі: Мішон і Хоян. У провінції Куангнам налічується понад 87 готелів. Дохід від туризму зріс з 18 млрд в'єтнамських донгів у 1997 році до 384 млрд в'єтнамських донгів у 2006 році.

## Населення
У 2009 році населення провінції становило 1 422 319 осіб, з них 693 829 (48,78 %) чоловіки і 728 490 (51,22 %) жінки, 1 158 421 (81,45 %) сільські жителі і 263 898 (18,55 %) жителі міст.
Національній склад населення (за даними перепису 2009 року): в'єтнамці 1 306 951 особа (91,89 %), кату 45 715 осіб (3,21 %), седанги 37 900 осіб (2,66 %), зе-ченги 19 007 осіб (1,34 %), кор 5 361 особа (0,38 %), мнонги 4 026 осіб (0,28 %), інші 3 359 осіб (0,24 %).

## Народилися
- Фан Тяу Чинь — діяч в'єтнамського національно-визвольного руху.
- Нят Лінь (Нгуєн Тионг Лам) — в'єтнамський письменник.
- Хоанг Дао (Нгуєн Тионг Лонг) — в'єтнамський письменник.
- Тхоай Нгок Хау (Нгуєн Ван Тхоай) — в'єтнамський полководець.

## Адміністративний поділ
- Місто Тамкі
- Місто Хоян
- Повіт Зуйсуєн
- Повіт Дайлок
- Повіт Дієнбан
- Повіт Донгзянг
- Повіт Намзянг
- Повіт Тайзянг
- Повіт Куєшон
- Повіт Хієпдик
- Повіт Нуйтхань
- Повіт Намче
- Повіт Бакчамі
- Повіт Фунін
- Повіт Фионшон
- Повіт Тхангбінь
- Повіт Тієнфиок